# Álvaro de Arriba
Álvaro de Arriba (Salamanca, 2 juni 1994) is een Spaanse middellangeafstandsloper, die gespecialiseerd is in de 800 m. Hij nam eenmaal deel aan de Olympische Spelen.

## Biografie
In 2016 nam de Arriba deel aan de Olympische Spelen in Rio. In de vierde serie van de 800 m werd hij uitgeschakeld met een tijd van 1.46,86. Tijdens de Europese kampioenschappen van 2016 in Amsterdam eindigde de Arriba als zevende in de finale van de 800 m. 
Op de Europese indoorkampioenschappen van 2017 behaalde de Arriba de bronzen medaille op de 800 m.

## Titels
- Kampioen 800 m Middellandse Zeespelen - 2018

## Persoonlijke records
Outdoor
| Afstand | Prestatie | Datum           | Plaats     |
| ------- | --------- | --------------- | ---------- |
| 400 m   | 48,08     | 26 juni 2018    | Toledo     |
| 800 m   | 1.44,99   | 8 juni 2018     | Huelva     |
| 1000 m  | 2.24,07   | 12 mei 2018     | Ibiza      |
| 1500 m  | 3.59,57   | 25 januari 2014 | Valladolid |

Indoor
| Afstand | Prestatie | Datum           | Plaats    |
| ------- | --------- | --------------- | --------- |
| 200 m   | 22,9      | 6 februari 2016 | Salamanca |
| 400 m   | 49,73     | 17 januari 2016 | Antequera |
| 800 m   | 1.45,43   | 3 februari 2018 | Salamanca |
| 1000 m  | 2.22,50   | 16 januari 2016 | Antequera |

## Palmares

### 800 m
- 2016: 7e EK - 1.47,58
- 2016: 4e in reeks OS - 1.46,86
- 2017:  EK indoor - 1.49,68
- 2017: 8e in ½ fin. WK - 1.46,64 (in serie 1.46,42)
- 2018: 5e WK indoor - 1.48,51
- 2018:  Middellandse Zeespelen - 1.47,43
- 2018: 7e EK - 1.46,41